# Dorfkirche Rattelsdorf

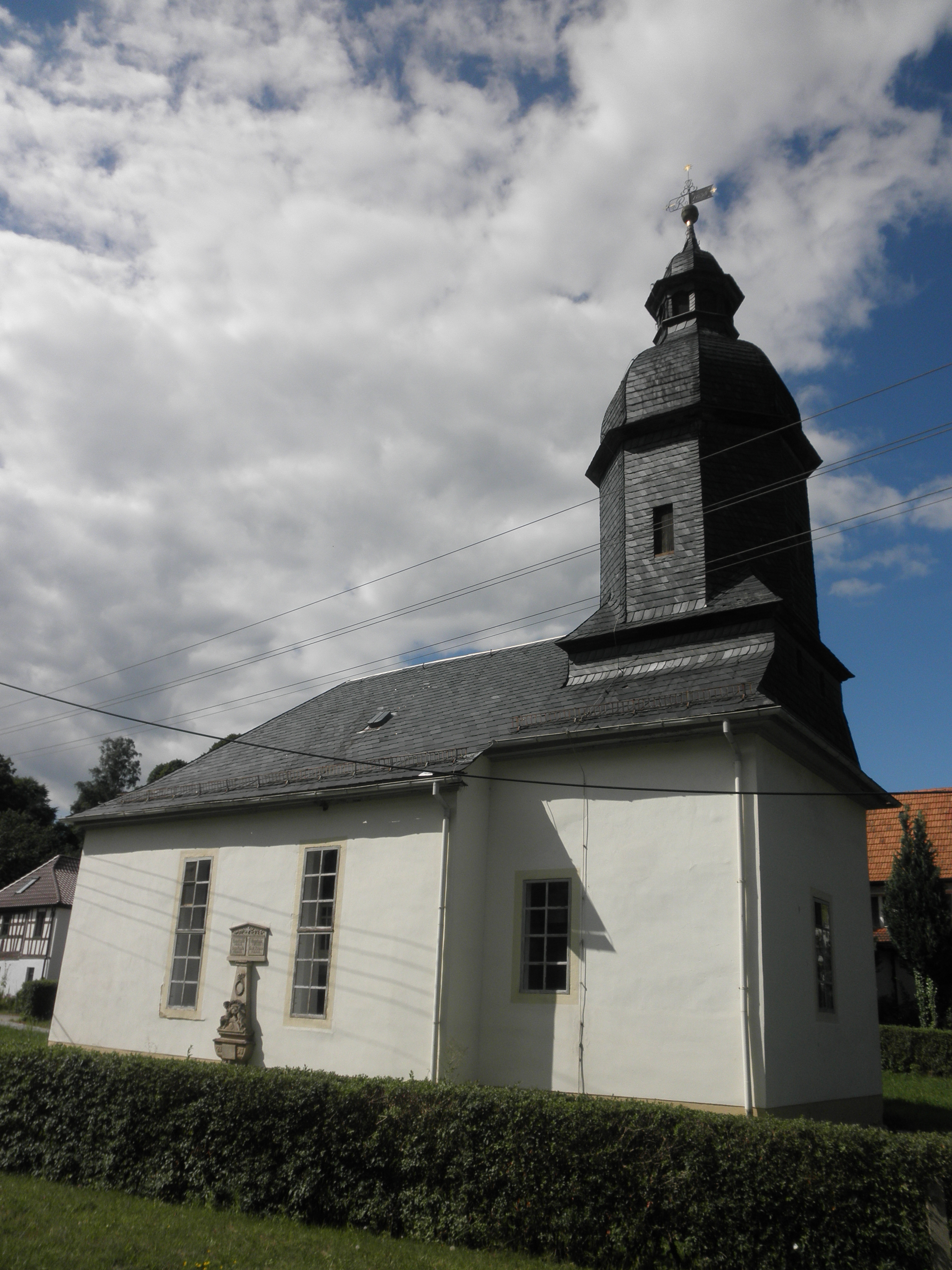
Kirche in Rattelsdorf

Die Dorfkirche Rattelsdorf steht in der Gemeinde Rattelsdorf im Saale-Holzland-Kreis in Thüringen. Sie gehört zum Pfarrbereich Ottendorf im Kirchenkreis Eisenberg der Evangelischen Kirche in Mitteldeutschland.

## Lage
Die Dorfkirche liegt mitten im Dorf.

## Geschichte
1681 wurde die alte Kirche abgebrochen. Anschließend errichtete die Kirchengemeinde eine Saalkirche mit eingezogenem Chor. 1752 baute man die Kirche um und gestaltete somit das Erscheinungsbild bis heute.

## Zum Kirchenschiff
1835 wurde der Innenraum im klassizistischen Stil neu gestaltet. Der auf drei Seiten von der Empore umgebene Kanzelaltar betont die Gleichrangigkeit von Wort und Sakrament. 
Die Orgel schuf 1788 Christian Friedrich Poppe d. Ä. aus Roda.

## Aktivitäten nach der Wiedervereinigung
- 1990 Erneuerung des Turmkopfes
- 1992/93 Trockenlegung und Außenputz der Kirchengebäude
- 1994 Innenmodernisierung des Saales
- 2008 elektrisches Geläut